# Me doy vueltas
«Me Doy Vueltas» es el primer y único sencillo del primer álbum de estudio de Gabriela Villalba, titulado Todo bien.

## Información sobre la canción
Esta canción fue la segunda que compuso "Gaby" después de "Vuelve A Mí", pero fue la única que fue lanzada como sencillo oficial con video. Tuvo un éxito rotundo en Ecuador y Perú y comenzaba a sonar en algunos países, cuando su promoción fue interrumpida por la oferta de integración a Gabriela a la banda chilena Kudai

## Publicación
«Me Doy Vueltas» salió a la venta como primer sencillo el día en que salió a la venta Todo Bien. No se vendió en mercados y solo se hizo como promoción para descargar digitalmente.

## Videoclip
El videoclip se grabó en Quito, ciudad natal de Gabriela.

## Listas
| Lista            | Posición |
| ---------------- | -------- |
| Perú Top 100     | 3        |
| Colombia Top 100 | 1        |
| Venezuela Top 40 | 1        |
| Ecuador Top 100  | 1        |

- Datos: Q5682350